# Jože Stanič
Jože Stanič, slovenski gospodarstvenik, * 9. julij 1941, Brežice. 

Jože Stanič je deloval kot direktor številnih slovenskih podjetij. Med letoma 1966 in 1980 je bil tehnični in nato glavni direktor Pivovarne Laško, od leta 1980 je bil član poslovodnega odbora Ljubljanske banke Splošne banke Celje, med letoma 1984 in 1987 direktor podjetja Tim Laško, od leta 1987 do svoje upokojitve, leta 2003, pa je bil zaposlen v podjetju Gorenje (od leta 1990 kot generalni direktor oz. predsednik Uprave poslovnega sistema). Kot eden vodilnih slovenskih gospodarstvenikov je leta 1997 prejel nagrado Gospodarske zbornice Slovenije.